# میهوک ایوای
میهوک ایوای (ژاپنی: 岩屋 美保子) بازیکن فوتبال اهل ژاپن و عضو تیم ملی فوتبال ژاپن است که در تاریخ ۱۳ ژوئن ۱۹۸۱ میلادی اولین بازی ملی‌اش را انجام داد. او در ۲ بازی ملی حضور داشت و آخرین بازی ملی خود را در تاریخ ۶ سپتامبر ۱۹۸۱ میلادی انجام داد. میهوک ایوای در بازی‌های ملی‌اش
گلی به ثمر نرساند.